# Jaromír František Palme

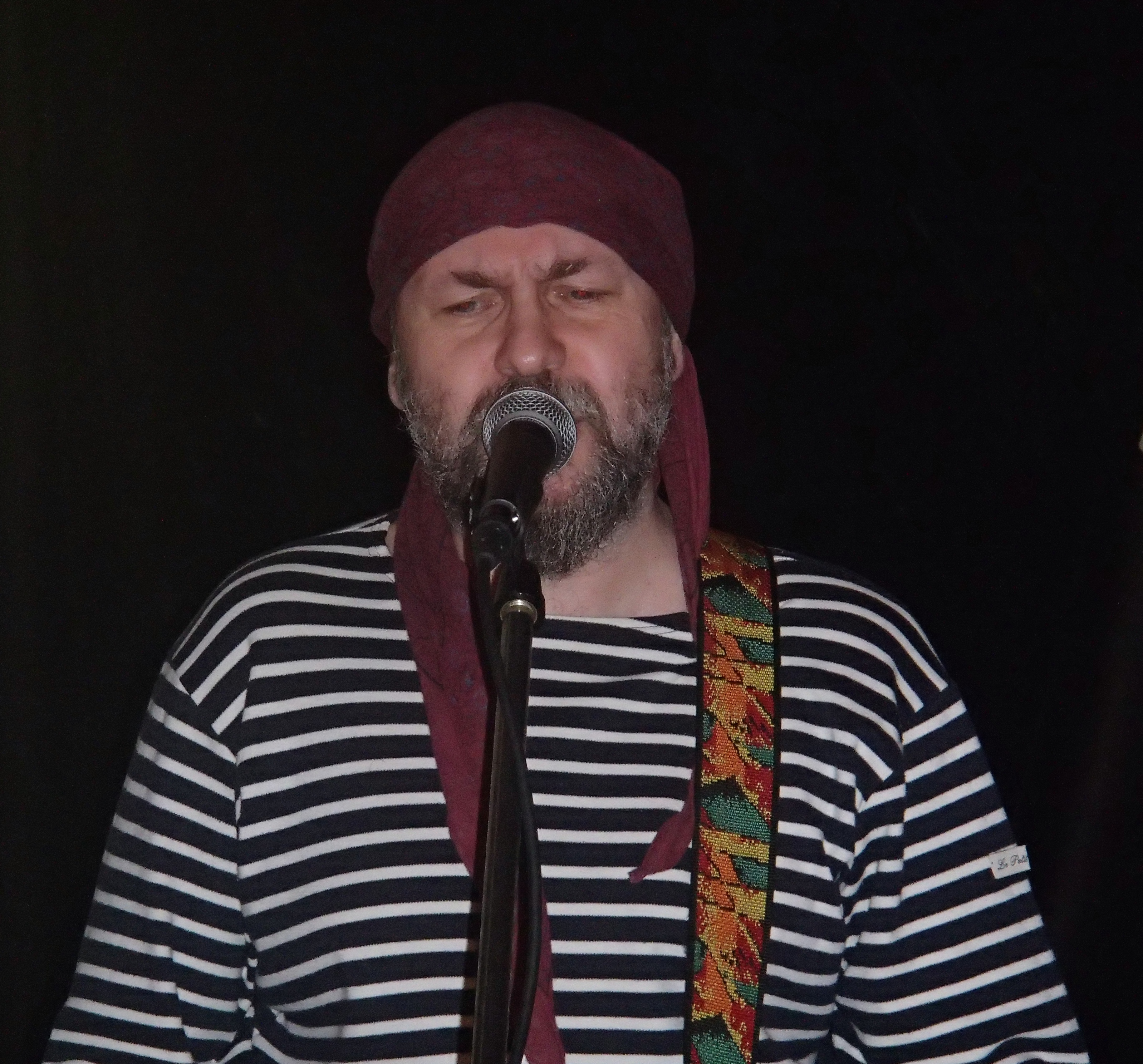
Jaromír František Palme během koncertu skupiny Původní Bureš v roce 2013.

Jaromír František Palme řečený Fumas (* 12. června 1963 Praha) je český hudebník a výtvarník. Je znám především jako frontman hudební skupiny Původní Bureš.
V polovině 80. let 20. století absolvoval tvorbu písňového textu a scénáře na Konzervatoři Jaroslava Ježka.
Hudbě se začal věnovat v roce 1980 v kapele The Problematic boys. Ta se v roce 1983 spojila s Duem Svítiplyn a nějakou dobu existovala kapela Problematic & Svítiplyn, později pod názvem Eman a brusiči. V roce 1984 vznikla kapela Jogurt BB, o rok později pak Husí kref. V roce 1987 konečně vznikl Původní Bureš, který hraje dodnes. Vedle kapelového hraní hraje Palme také sám nebo se svou ženou Danou a svými dětmi (v této sestavě si říkají "Fumas & Skalní trollové na smetaně").
Kvůli jeho hudebním aktivitám si na něj a další členy Původního Bureše založila v roce 1984 kontrolní svazek Státní bezpečnost; svazek byl aktivní až do Sametové revoluce.
Působí také jako herec a hudebník v neziskové organizaci Loutky v nemocnici.

## Dílo

### Hudba
- Husí Kref (nahrávky z roku 1985 a 1990) 1999
- Jogurt BB: Co to sem jede, 1986
- Fumasdeska, 1988
- Původní Bureš: Přepadli Vás indiáni (nahrávky z roku 1989), 1999
- Původní Bureš: Too Young to Kozí Dech to Old to Fly, MC 1992, CD 1999
- Původní Bureš: Drobné radosti psychedelické kachny, MC 1994
- Původní Bureš: Ples tapírů, 1996 – disk obsahuje i reedici předchozího alba
- Původní Bureš: Ghost do domu, 1998
- Původní Bureš: Myš You Were Here, 1999 – maxisingl
- Původní Bureš: Zebra, sampler 2000
- Původní Bureš: The B. Yes of, 2000
- Původní Bureš: La France Live 6.11.98, 2000
- Původní Bureš: Snění o snu noci indiánské, 2001
- Původní Bureš: Sen noci indiánské, 2001
- Původní Bureš: Čajový obřad, 2002
- Duch kachního jezírka, 2002
- Původní Bureš: Kůň s pěti nohama, 2004
- Původní Bureš: Last Waltz With Pavla, 2005
- Markéta Hrubínová a Fumas na vernisáži koláží Dany Palmeové, 2005
- Původní Bureš: Cesta z krimu, 2006
- Původní Bureš: 18 let Původního Bureše, 2006
- Původní Bureš: Mezinárodní Hlavec žen, sampler 2006
- Pavouk se tiše sune po stěně, 2006
- Fumas 007 - písně ze skicáku, 2007
- Původní Bureš: Poslední zhasne, 2009
- Původní Bureš: Máš ňáký problémy?, 2010 – nahrávka koncertu z roku 1987
- Ptačí dívka',' 2010
- Fumas a Anoppi: Růžová magie se zelenými puntíky, 2011
- Původní Bureš: Železný Jan, 2012
- Fumas a Veverka: ...není sama, 2012
- Fumas a Veverka: Básník zády ke vchodu, 2013
- Původní Bureš: V Pasti, 2014
- Fumas a Veverka: Na procházce, 2014
- Loutky v Nemocnici: Dobrá medicína, 2015
- Původní Bureš: Láska pivo a rokenrol, 2018
- Původní Bureš: Tinitus, 2021
- Původní Bureš: Klub kapely gumových duší Henriho Waitse, 2022

Booklety všech jmenovaných alb ilustroval Palme, kromě sampleru Zebra a demonahrávek Pavouk se tiše sune po stěně a Fumas 007 - písně ze skicáku.

### Výtvarné dílo

#### Ilustrace knih
- Petr Šlik: Negativ (nákladem autora, 2003)
- Petr Šlik: Zuzana (nákladem autora, 2003) – novela na téma kresby z cyklu J. F. Palme Praha fatasmagorická
- Vojtěch Steklač: Jak jsme se učili slušně nadávat (Egmont, 2004) ISBN 80-252-0068-X
- Ráchel Bícová: Dáreček (Samuel, 2008)
- Antonín Ludvík: Pověsti a památnosti Rychnova nad Kněžnou (Městská knihovna v Rychnově nad Kněžnou, 2008)
- Michal Šanda: Merekvice (Dybbuk, 2008) ISBN 978-80-86862-53-8
- Ivan Vičar: Podivuhodné příběhy lesního skřítka Bonifáce (nákladem autora, 2008)
- Ivan Vičar: Pohádky skřítka Bonifáce (nákladem autora, 2008)
- Jan Nouza: Potkával jsem lidi (Okamžik, 2008)
- Aleš Klatovský: Panoptikum (2008)
- Vlasta Vaňková: Němčina 1, 2 a 3
- Jan Neruda: Povídky malostranské (Albatros, 2009) ISBN 978-80-00-02148-5
- Pavel Vrána: Žižkovské strašidelno (2012)
- Magdalena Wagnerová: Perenda (Plot 2015)

#### Ilustrace bookletů
- booklety vlastních alb
- Svatopluk Karásek a Pozdravpámbu: Halelujá, 1999
- Jiří Zip Suchý: Kuchyňská deska, 2005
- Markéta Hrubínová: Kuchyňská deska, 2006
- Rudolf Brančovský: Kuchyňská deska, 2006
- Petr Bubák Bublák: Kuchyňská deska, 2006
- ilustrace k písni Koleda 2000 od hudební skupiny Tajné slunce